# Араканский язык
Араканский язык (Arakanese, Rakhine) часто считается диалектом бирманского языка. Имеет разновидности: диалект ракхайн (Arakanese, Mogh, Rakhain, Rakhine, Rakkhaine), на котором говорят в населённом пункте Палетва штата Чин и на всём протяжении штата Ракхайн в Мьянме, в округе Читтагонг на юго-востоке Бангладеш, и марма («Mogh», Mizoram, Tripura), который распространён в округах Бандарбан и Кхаграчхари, а также в городе Рангамати округа Рангамати в Бангладеш и в штатах Мизорам и Трипура в Индии.
Также у разновидностей араканского языка имеется несколько своих диалектов: кьяукпхью, ман-аунг, мраук-у, ситтве (акьяб), чаунгтха и янгбье (рамби, янбе, янбье, яндже).